# Morphologie du conte
 (octobre 2020).
Morphologie du conte est un essai de narratologie de Vladimir Propp paru en 1928 à Léningrad.

## Présentation
Le livre fut à peu près ignoré en Occident jusqu'à ses premières traductions en 1958 (anglaise) et 1965 (française). Ses premières recherches purement linguistiques s'étant révélées peu fructueuses, Propp eut l'idée d'étendre l'approche du formalisme russe à l'étude de la structure narrative des contes merveilleux. 
Surtout intéressé par les problèmes de description et de classification des contes, Propp s'attache à en dresser la morphologie, c'est-à-dire « l'étude des formes et l'établissement des lois qui (en) régissent la structure ». À cette fin, il examine les régularités qui apparaissent dans une centaine de contes russes et entreprend de dégager les éléments de contenu abstrait qui leur sont communs. Reprenant un projet déjà ébauché par Joseph Bédier (1911), il développe une méthode plus adéquate que ce dernier. Il est guidé dans son entreprise par un double modèle, qu'il revendique par des citations placées en épigraphe des principaux chapitres : Goethe et Linné. Le premier lui inspire l'idée d'une structure, conçue comme un ensemble organique, ainsi que celle de prototype qui l'amène à rechercher le conte premier qui serait à l'origine de tous les autres. Le second fonde sa méthode taxinomique et l'exigence d'un classement rigoureux, évitant tout chevauchement. Paul Ricœur, qui souligne cette double filiation, présente ces deux démarches comme irréductibles à un modèle commun, la première étant d'inspiration téléologique et la seconde de type mécanique. 
À la différence d'autres tentatives de formalisation du récit, Propp ne retient comme substrat d'analyse que des unités de sens. Il s'intéresse à la structure interne du récit et non à sa « forme », même si son appartenance à l'école formaliste russe peut prêter à équivoque. Ce serait une erreur de voir dans les fonctions un équivalent des « parties du discours » ou de les assimiler aux catégories de la grammaire du récit, qui sont des cadres purement formels alors qu'il en va autrement des fonctions, dont le contenu sémantique est indiscutable.

## Les fonctions narratives
Afin de déterminer une typologie des structures narratives, Propp étudie plus d'une centaine de contes russes traditionnels, en en retranchant tout ce qu'il juge secondaire : le ton, l'ambiance, les détails décoratifs, les récits parasites, pour n'en garder que les unités narratives de base qu'il appelle « fonctions ». Les fonctions des personnages sont peu nombreuses alors que les personnages eux-mêmes sont extrêmement variés. 
Définition : « Par fonction, nous entendons l’action d’un personnage, définie du point de vue de sa signification dans le déroulement de l’intrigue ». Ainsi, la fonction du Don (fonction 14) peut se manifester quand le Roi donne au héros un aigle qui l'emporte dans un autre lieu, ou quand le grand-père donne un cheval à un jeune homme et que celui-ci s'en va au loin. Dans les deux cas, on trouve une même action, le don d'un objet, qui a pour effet d'entraîner un déplacement du héros dans un autre lieu. 
À la suite d'une rigoureuse analyse, Propp arrive à la conclusion qu'il n'y a que 31 fonctions dans le conte traditionnel russe et que celles-ci couvrent tout l'éventail des actions significatives à l'intérieur des contes. Bien qu'elles ne soient pas toutes présentes dans tous les récits, tous les contes analysés présentent ces fonctions selon une séquence invariante :
1. Éloignement ou Absence
2. Interdiction
3. Transgression de l'interdit
4. Interrogation (du vilain par le héros / du héros par le vilain)
5. Information (sur le héros / le vilain)
6. Tentative de tromperie
7. Le héros se laisse tromper
8. Le vilain réussit son forfait (séquestrer, faire disparaître un proche du Roi ou du héros)
9. Demande est faite au héros de réparer le forfait
10. Acceptation de la mission par le héros
11. Départ du héros
12. Mise à l'épreuve du héros par un donateur
13. Le héros passe l'épreuve
14. Don : le héros est en possession d'un pouvoir magique
15. Arrivée du héros à l'endroit de sa mission
16. Combat du héros et du vilain
17. Le héros reçoit une marque (blessure, anneau, foulard)
18. Défaite du vilain
19. Résolution du forfait initial
20. Retour du héros
21. Le héros est poursuivi
22. Le héros échappe aux obstacles
23. Arrivée incognito du héros
24. Un faux héros/vilain réclame la récompense
25. Épreuve de reconnaissance du héros
26. Réussite du héros
27. Le héros est reconnu grâce à sa marque
28. Le faux héros/vilain est découvert
29. Le héros est transfiguré
30. Le vilain est puni
31. Le héros épouse la princesse / monte sur le trône

## Les séquences
Ces fonctions sont généralement organisées en séquences. Une séquence en narratologie est une combinaison de plusieurs fonctions ou ce que Propp qualifie, dans Morphologie du conte, d'« atomes narratifs ». 
Propp distingue ainsi :
- une séquence préparatoire : fonctions 1 à 7 ;
- une première séquence : fonctions 8 - 18 ;
- une deuxième séquence : fonctions 19 - 31.

## Les personnages
Enfin, Propp montre que certaines fonctions peuvent être accomplies seulement par une certaine catégorie de personnage et jamais par une autre, chacun ayant une sphère d'action spécifique. Au total, il détermine que l'ensemble des fonctions se répartissent entre sept catégories de personnages abstraits :
1. l'Agresseur ou le méchant : qui produit le méfait ;
2. le Donateur : qui confie l'auxiliaire magique (symbolique ou matériel) ;
3. l’Auxiliaire : qui peut être 
  1. Universel et accomplit toutes les fonctions (cheval) ;
  2. Partiel, qui accomplit plusieurs fonctions (la fée, le génie du conte oriental, l'anneau magique) ;
  3. Spécifique, qui accomplit une seule fonction (l'épée, le violon qui joue tout seul, etc.)[6]
4. la Princesse ou son Père (l'Objet de la quête) : qui mobilise le héros ;
5. le Mandateur : qui mandate le héros et désigne l'objet de la quête ;
6. le Héros (ou l’héroïne) ;
7. le Faux Héros : quelqu'un qui fait valoir des prétentions mensongères à la victoire (il essaie de se faire passer pour le héros, alors que celui-ci n'est pas encore revenu de sa quête)[7]

Il délimite ensuite la sphère d’action de chacun d'eux, c’est-à-dire l’ensemble des fonctions qui s'y rapporte :
1. la sphère d’action de l'agresseur ;
2. la sphère d’action du donateur ;
3. la sphère d’action de l’auxiliaire ;
4. la sphère d’action de la princesse ;
5. la sphère d’action du mandateur ou émetteur;
6. la sphère d’action du héros ;
7. la sphère d’action du faux-héros.

Propp peut dès lors donner du conte merveilleux la définition suivante: « ... du point de vue morphologique, tout développement partant d’un méfait ou d’un manque, et passant par toutes les fonctions intermédiaires pour aboutir au mariage ou à d’autres fonctions utilisées comme dénouement. »

## Impact et transformation du modèle
Découvert par le structuralisme au début des années 1960, le modèle de Propp aura une énorme influence sur les recherches en narratologie. Comme le note Ricœur, en détachant dimension temporelle et intrigue, Propp a ouvert la voie à l'analyse structurale du conte.
Algirdas Julien Greimas et J. Courtés reprennent les conclusions de la narratologie de Propp dans le cadre de leur sémantique structurale et ramènent les fonctions de 7 à 6, distribuées en 3 paires d'actants :
1. première paire : le sujet et l'objet (le héros ou l'héroïne et l'objet de sa quête, dit objet de valeur)
2. deuxième paire : l'adjuvant et l'opposant (qui aide ou qui contrarie la quête)
3. troisième paire : le mandateur ou émetteur et le judicateur ou destinataire (qui définit et qui sanctionne la quête ou en bénéficie).

Sur cette base, Greimas et Courtés construisent une théorie originale dite de l'« École sémiotique de Paris » (voir notamment François Rastier,  Jean-Claude Coquet, Jacques Geninasca, Jacques Fontanille, Ivan Darrault-Harris), dans la lignée de la sémiologie de Saussure et de Hjelmslev. Pour cette école, tout ce qui a du sens dans l'existence humaine dépend d'un schéma narratif génératif du sens.
Certains critiques, toutefois, tels Claude Bremond et Thomas Pavel, remettent en cause la méthode d'analyse utilisée, et donc le résultat obtenu, qui ne s'appliquerait guère qu'à un seul type de conte. 
Il n'en reste pas moins que « l'entreprise proppienne demeurera fondatrice en narratologie par le questionnement nouveau auquel elle a soumis le récit. C'est elle qui a mis au jour les deux plans constitutifs du récit : celui des structures de surface et celui des structures profondes. Désormais, on ne lira plus les récits de la même façon. Loin de voir dans le conte une distraction tout juste bonne pour des enfants, le lecteur se met maintenant à y chercher des "étages" (Barthes, 1966) susceptibles de faire apercevoir des rapports et des effets de sens nouveaux » 
En fait, le travail de Propp sur la structure du conte ne représentait qu'une étape de sa réflexion, et pas la plus essentielle à ses yeux : ce qui l'intéressait était de montrer ensuite que les contes merveilleux sont une survivance de rites archaïques (voir Les Racines historiques du conte merveilleux, son deuxième ouvrage).

## Commentaires critiques

### La critique de Claude Lévi-Strauss
Claude Lévi-Strauss, dans le cadre de ses travaux en anthropologie structurale sur la distinction fondamentale entre structure (selon la définition) et forme (selon la tradition formaliste), a publié une critique de l'ouvrage de Propp simultanément dans le no 9 (mars 1960) des Cahiers de l'Institut de science économique appliquée et dans le no 3 de l’International Journal of Slavic Linguistics and Poetics. L'article, intitulé La structure et la forme. Réflexions sur un ouvrage de Vladimir Propp a été repris dans Anthropologie structurale deux (voir Bibliographie). Cette critique a été mal reçue par Vladimir Propp, qui s'est senti agressé, en partie semble-t-il en raison de malentendus linguistiques. Lévi-Strauss lui-même a répondu qu'il regrettait que « le savant russe [ait] vu dans son écrit, non une discussion pleine d'égards portant sur certains aspects théoriques et méthodologiques de son ouvrage, mais une attaque perfide ». Il considère aussi que Propp le traite « en pur philosophe » et qu'il « ignore tout de ses travaux ethnologiques ».
Dans son article, Lévi-Strauss récapitule de manière détaillée les thèses de Propp, tout en déplorant que « la forme sous laquelle a paru la traduction anglaise » (à laquelle il se réfère) ne facilite pas la diffusion des idées du folkloriste russe (passages obscurs, problèmes de traduction, fautes d'impression). Il lui rend néanmoins hommage pour « la vigueur [de ses] anticipations sur les développements ultérieurs » et assure que ses réserves « ne sauraient en rien diminuer l'immense mérite de Propp ». Les réserves en question concernent notamment :
- la question de savoir pourquoi Propp a étudié plus spécifiquement les contes (il suppose que d'une part, Propp, n'étant pas ethnographe, ne disposait pas d'un matériel mythologique suffisant, d'autre part qu'il s'appuie sur les travaux de devanciers ayant déjà étudié ce genre) ;
- la thèse de la priorité historique du mythe sur le conte (selon Lévi-Strauss, les deux coexistent dans une même société, et sont complémentaires) ;
- « l'obsession des explications historiques » de Propp, qui entre parfois en conflit avec sa vision formaliste. Pour Lévi-Strauss, si l'histoire des civilisations anté-historiques est en effet « pratiquement inaccessible », « ce n'est pas le passé qui manque [à Propp], c'est le contexte » ;
- mais surtout, il considère la position purement formaliste de Propp (consistant à n'étudier que la forme abstraite, en négligeant le contenu) comme intenable : il montre qu'en fait Propp réintroduit dans ses « espèces » et « sous-espèces » des notions relatives au contenu, et aussi qu'il regroupe dans une catégorie fourre-tout tout ce qui ne rentre pas dans son système.

Selon Lévi-Strauss, la position structuraliste tient compte au contraire à la fois de la forme, du fond (du contenu) et du contexte ethnologique. Il s'oppose à la thèse de Propp selon laquelle les personnages du conte sont peu ou prou interchangeables, quasi aléatoirement (seules les fonctions ayant une importance). Il considère aussi que la conclusion de Propp selon laquelle au fond, il n'existe qu'un seul conte (un archi-conte), avec de multiples variantes, n'apporte pas grand-chose à la réflexion (car trop vague et abstraite), et discute sa classification en quatre catégories, ainsi d'ailleurs que sa liste de trente-et-une fonctions.
À l'appui de sa propre thèse, Lévi-Strauss prend comme exemple le cas des langues : selon lui, il n'est pas possible d'étudier la syntaxe indépendamment du vocabulaire (ce qui serait l'erreur majeure du formalisme au niveau de l'étude du conte). Il pressent, sans utiliser ces termes (il parle de métalangage), le rôle de la sémantique et de la pragmatique des mots (et donc, dans son image, des personnages de contes). Selon lui, les mythèmes (parties élémentaires du mythe) sont, contrairement aux phonèmes de la langue, « pré-contraints » ; le vocabulaire des contes et des mythes s'appréhende comme une « nature naturée » (un donné contraignant) et la liberté de la vision mythique « n'est plus que de chercher quels arrangements cohérents sont possibles, entre les pièces d'une mosaïque dont le nombre, le sens et les contours ont été préalablement fixés ».

### Le point de vue de Max Lüthi
Le spécialiste suisse des contes Max Lüthi (1909-1991) a inclus dans son ouvrage Das europäische Volksmärchen (« Le conte populaire européen » ; à partir de sa 4e édition, datée de 1974) un chapitre consacré à l'ouvrage de Propp. Tout en reconnaissant lui aussi l'importance des travaux du chercheur russe, il apporte essentiellement les remarques suivantes :
- Propp a volontairement limité le champ de son analyse aux seuls contes merveilleux russes (contes n°s 50 à 151 dans l'ouvrage d'Afanassiev) et a extrapolé à l'ensemble des contes merveilleux.
- Propp considère que la structure représente l'élément constant, et le contenu l'élément variable. Ceci présente une analogie avec la linguistique, mais certains chercheurs (américains notamment) ont considéré que dans ce cas, le fait de donner la prééminence à la structure ou au contenu pouvait n'être qu'une question de point de vue. Lüthi admet toutefois que dans le cas du conte, la structure prime.
- selon lui, Propp sous-estime l'importance des personnages et des autres éléments stéréotypés du conte. S'ils étaient remplacés par des équivalents tirés de notre quotidien (par exemple si un avion remplaçait le cheval magique), le caractère propre du conte et sa force symboliques seraient en grande partie perdus.
- l'idée de Propp de ramener en somme tous les contes à un conte générique unique lui semble risquée car violant l'essence du matériau de base : toutes les différences se réduiraient finalement (à tort) à de simples « transformations ».
- le terme de « fonction » lui semble ambigu et il préfère la dénomination de « motifème », dû à Alan Dundes.
- la méthode de Propp lui semble relever d'un « atomisme » qui irait à contre-courant du courant d'idées général (du XXe siècle), qui fait passer le tout avant la partie.
- la définition du conte merveilleux par Propp (un récit qui, à partir d'une situation de manque, ou de tort causé, aboutit au travers de différentes fonctions intermédiaires à un mariage ou une autre fonction de dénouement) lui semble discutable, notamment parce qu'elle serait trop vague et pourrait s'appliquer à d'autres formes littéraires, et même à la vie en général. Il indique à ce sujet plusieurs caractéristiques qui lui semblent différencier le mythe du conte.
- le recensement des fonctions et des personnages (ou plutôt des rôles) dans le conte devrait être complété par une réelle étude stylistique. Il rejette la thèse de Propp selon laquelle la recherche structurale représente un préalable aussi bien à la recherche historico-génétique qu'à l'analyse stylistique, et soutient que ces trois axes peuvent être étudiés indépendamment.

Il conclut en remarquant que l'étude « morphologique » de Propp comporte aussi bien un axe paradigmatique que syntagmatique, et que son analyse structurale et l'analyse stylistique à laquelle lui-même s'attache se complètent l'une l'autre.

### Autres lectures critiques
Dans un article publié en 1982 dans la revue Littérature (voir Liens externes), Jean Verrier et Claude Bremond remettent sérieusement en cause, de manière documentée, la méthode de Propp et le caractère scientifique de sa démarche. S'attachant à vérifier les sources mentionnées par lui (en l'occurrence les contes recueillis par Afanassiev, désormais traduits – pour une partie – en français), ils dénoncent notamment :
- la rigueur insuffisante dans la sélection et le référencement des contes du corpus étudié (tranche arbitraire, flou sur les variantes retenues) ;
- le rejet a priori par Propp des éléments (contes, épisodes...) qui ne cadrent pas avec sa théorie générale, ses « assertions péremptoires » ;
- l'inadéquation des structures proposées à divers cas précis, sur fond d'inexactitudes, d'incohérences, voire parfois de contresens.

Verrier et Bremond soupçonnent Propp d'avoir construit toute sa théorie essentiellement à partir du conte-type AT 300 (Le Tueur de Dragon), certes très répandu dans la tradition slave et internationale, mais dont la structure ne peut rendre compte à elle seule de nombreux autres contes merveilleux.
Les auteurs font en outre part de leur étonnement d'être à leur connaissance « les premiers à dire ces choses qui auraient dû, dès le début, sauter aux yeux des spécialistes ». Malgré la sévérité de leur jugement, ils réaffirment leur « foi » dans les notions de fonction et de séquence, mais contestent l'intérêt d'une démarche purement morphologique : ils soulignent l'intérêt complémentaire des notions de motif et de conte-type (développées par l' « école finnoise », mais hors des préoccupations de Propp). Ils concluent que « les chercheurs débattent de Propp, mais travaillent avec Aarne ».

## Modèles inspirés du modèle de Propp

### Alan Dundes
Le folkloriste américain Alan Dundes, cherchant à appliquer la méthode de Propp à un corpus de contes amérindiens, en est venu à proposer un modèle amendé. En particulier :
- il remplace le terme de fonction, trop ambigu dans le langage courant, par celui de motifème. Un allomotif est la forme concrète que peut prendre un motifème donné. Il conserve le terme de motif dans le sens habituel et assez lâche de proposition narrative quelconque ;
- il dégage trois types principaux de séquences à quatre motifèmes, par exemple : Manque + Interdiction + Transgression + Suppression du manque. Les contes indiens plus longs ne seraient pas des contes plus complexes, mais des contes « à rallonge ». Si la profondeur motifémique (niveau d'imbrication) est en général supérieure dans les contes indo-européens par rapport aux contes amérindiens, ce serait en raison de l'influence de la tradition écrite.

### Claude Bremond
Claude Bremond, cherchant à éviter les défauts qu'il a détectés dans les thèses à la fois de Propp (critères sémantiques introduits dans l'analyse morphologique) et de Dundes (point de vue du héros privilégié), propose trois modes de caractérisation : la matrice initiale de trois séquences (Dégradation - Amélioration, Mérite - Récompense, Démérite - Châtiment), les liens syntaxiques synchroniques et les liens syntaxiques diachroniques.